# تب دره ریفت

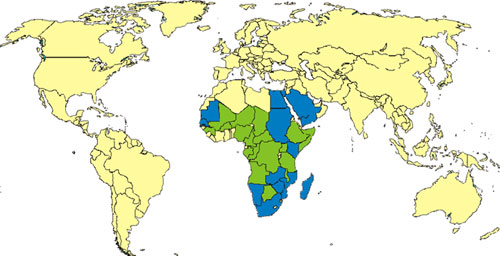
پراکنش تب دره ریفت در آفریقا و خاورمیانه. رنگ آبی نشانگر کشورهایی است که این تب در آن‌ها یک بیماری بومی شده‌است. رنگ سبز کشورهایی هستند که این تب در آن‌ها دیده شده‌است.

تَب درهٔ ریفت (RVF) یک بیماری مشترک بین انسان و دام است که نام آن از منطقهٔ دره ریفت در قارهٔ آفریقا گرفته شده‌است.
این تب می‌تواند باعث بیماری شدید و کشنده (نکروز کبدی و مغزی و نیز سقط جنین) در بین حیوانات، به‌ویژه حیوانات اهلی گردد، که ضررهای اقتصادی کلانی را به همراه خواهد داشت.
این بیماری معمولاً در انسان ملایم و خفیف است ولی گاهی، موارد حاد بیماری از جمله تب خونریزی‌دهنده و التهاب مغز و پرده‌های آن (مننگو-آنسفالیتی) و مرگ‌ومیر نیز دیده شده‌است (حدود ۱ درصد).
عامل بیماری تب دره ریفت ویروسی از جنس فلبوویروس می‌باشد که واجد غشاء بوده، و ژنوم آن به صورت آران‌ای تک‌رشته‌ای و سه قسمتی می‌باشد که به صورت سه ناحیه مجزای ریبونوکلئوکسپیدی در ویروس قرار می‌گیرند انتقال بیماری از حیوانات بیمار معمولاً توسط نیش حشرات ناقل (به‌خصوص پشه‌ها) به حیوانات دیگر و انسان‌ها صورت می‌گیرد .
قابل توجه‌است که تماس مستقیم با خون، ترشحات و بافت‌های آلوده حیوانات نیز می‌تواند باعث انتقال ویروس به بدن انسان (از طریق زخم‌های پوستی یا افشانه‌ها) گردد. ضمناً خوردن شیر غیر پاستوریزه حیوانات آلوده، عامل دیگر انتقال بیماری به انسان می‌باشد. شیوع ناگهانی بیماری در بین حیوانات اهلی، می‌تواند متعاقباً با شیوع ناگهانی در انسان‌ها دنبال گردد که گاهی، منجر به مرگ و میرهای بالایی می‌شود (به عنوان مثال در سال ۱۹۷۷ همه‌گیری بیماری در مصر منجر به ابتلای ۲۰۰۰۰۰ نفر به تب دره ریفت و ۶۰۰ مرگ گردید).
بیماری تب دره ریفت بومی قاره آفریقا می‌باشد و تا سپتامبر سال ۲۰۰۰ میلادی از سایر قاره‌های جهان گزارش نشده بود.
اما در سپتامبر سال ۲۰۰۰، همه‌گیری این بیماری در کشور عربستان سعودی و یمن به‌طور هم‌زمان گزارش گردید که با مرگ و میر بالایی در انسان‌ها نیز توأم بود. همه‌گیری بیماری در جنوب باختری عربستان و غرب یمن متمرکز بوده‌است.
بنابراین خطر انتقال بیماری به سایر کشورهای آسیائی و قاره اروپا نیز وجود دارد. بنابراین بایستی اقدامات کنترلی شدیدی به‌خصوص در مورد واردات دام، محصولات دامی و حشرات از آفریقا و کشورهای آسیائی انجام گیرد.